# Милан Рапаїч
Милан Рапаїч (хорв. Milan Rapaić; 16 серпня 1973, Нова Градишка) — хорватський футболіст, півзахисник. Провів 49 матчів за збірну Хорватії. Учасник чемпіонату світу 2002 і чемпіонату Європи 2004 років.

## Кар'єра

### Клубна
Вихованець «Хайдука» зі Спліта. У цьому клубі він і починав свою кар'єру. У складі «Хайдука» Мілан став триразовим чемпіоном Хорватії.
У 1996 році він перейшов в італійську «Перуджу», що грала в Серії А. У першому ж сезоні з Рапаїчем вона вилетіла в Серію В, але наступного року знову повернулася в еліту і змогла там закріпитися. Рапаїч і Хідетоси Наката, який перейшов у «Перуджу», були лідерами команди. За 4 сезони, проведених в «Перуджі», Рапаїч зіграв 121 матч і забив 20 м'ячів.
У 2000 році Рапаїч перейшов у «Фенербахче», у складі якого став чемпіоном Туреччини, але потім отримав травму і втратив місце в основі команди. Провівши в Туреччині 2 сезони Милан повернувся в «Хайдук», у складі якого починав свою кар'єру, але зіграв за клуб лише 11 матчів.
У 2003 році він перейшов в італійську «Анкону». Провівши один сезон в Італії він опинився в льєзькому «Стандарді», де Рапаїч став одним з лідерів. Провівши три сезони за «Стандард», ветеран повернувся в Хорватію, перейшовши як вільний агент в клуб другої за значимістю хорватської ліги «Трогір», де і закінчив кар'єру.

### Збірна
Рапаїч дебютував за збірну Хорватії у квітні 1994 року, в матчі зі збірною Словаччини.
У складі збірної він брав участь у чемпіонаті світу 2002 року, де зіграв 2 матчі. Милан несподівано став героєм у матчі зі збірною Італії, забивши переможний гол у її ворота, примітною ця гра стала тим, що після поразки від збірної Мексики з основного складу Хорватії були відправлені в запас її лідери Роберт Просинечки і Давор Шукер, і незважаючи на прогнози перед грою остаточного розвалу команди, «омолоджена» Хорватія завдала поразки фавориту групи.
Також Мілан грав на чемпіонаті Європи 2004 року, забивши м'яч збірній Франції. У 2007 році Рапаїч оголосив про завершення міжнародної кар'єри.

## Досягнення
Хайдук
- Чемпіон Хорватії: 1992, 1993/94, 1994/95
- Володар Кубка Хорватії: 1992/93, 1994/95, 2002/03
- Володар Суперкубка Хорватії: 1992, 1993, 1994

Фенербахче
- Чемпіон Туреччини: 2000/01